# Bursera aspleniifolia
Bursera aspleniifolia är en tvåhjärtbladig växtart som beskrevs av T. S. Brandegee. Bursera aspleniifolia ingår i släktet Bursera och familjen Burseraceae. Inga underarter finns listade i Catalogue of Life.